# Дане, Жан
Жан Дане́ (фр. Jean Danet; 14 января 1924, Оре, Бретань, Франция — 15 октября 2001, Париж) — французский актёр театра и кино, режиссёр.

## Биография
Сын моряка. Служил в военно-морском флоте. Призвание к актёрскому творчеству привело его в театр. Сыграл множество ролей на сцене театра, в кино и на телевидении.
Играл в спектаклях Театра Елисейских Полей, театр Монпарнаса, Tréteaux de France и др.
Начал сниматься после окончания Второй мировой войны. С 1942 до 1983 года снялся в 27 фильмах.
Наиболее популярной стала роль Феба в фильме «Собор Парижской Богоматери» (1956), где он играл вместе с Джиной Лоллобриджидой и Энтони Куинном.

## Избранные роли в кино
- 1951 — Дневник сельского священника — Оливье
- 1952 — Добродетельная шлюха — посетитель ночного клуба
- 1955 — Милый друг (фильм, 1955) — Жорж Дюруа
- 1954 — Мятежники из Ломанака — Де Варадек
- 1954 — Тайны Версаля (Если бы Версаль поведал о себе…) — эпизод
- 1955 — Наполеон: путь к вершине — генерал Gourgaud (нет в титрах)
- 1956 — Собор Парижской Богоматери — Феб де Шатопер
- 1958 — Игрок[фр.] — маркиз де Грийе
- 1961 — Да здравствует Генрих IV, да здравствует любовь! — Кончино Кончини
- 1962 — Досье 1413[фр.]
- 1983 — Большой карнавал[фр.]

Будучи геем, пытался создать и обосновать теорию сексуальности, вел на радио в Париже в 1978 году публичные дебаты с философом Мишелем Фуко по вопросу о сексуальной морали и законе.